# Henry Kaltenbrunn
Henry Kaltenbrunn (n. 15 mai 1897, Vryburg, North West, Africa de Sud – d. 15 februarie 1971, Benoni, Africa de Sud) a fost un ciclist de performanță ce a reprezentat Africa de Sud, medaliat olimpic. A participat la 2 ediții ale Jocurilor Olimpice (1920, 1924) în care a câștigat o medalie de argint.